# Christian Giménez
Christian Giménez (13 november 1974, Buenos Aires) is een Argentijns voormalig voetballer die als spits speelde.

## Erelijst
Als speler
| Schweizer Cup | 2x | 2002, 2003                |
| Super League  | 3x | 2001/02, 2003/04, 2004/05 |

Individueel
Topscorer Super League 3x:
- 2000/01 (21 goals, gedeeld met Stéphane Chapuisat)
- 2001/02 (28 goals, gedeeld met Richard Núñez)
- 2004/05 (27 goals).